# Nicholas Trivet
Nicholas Trivet oder Nicholas Trevet, latinisiert Nicolaus Trivetus oder Nicolaus Trevetus, (* um 1258; † 1328) war ein anglo-normannischer Chronist und Dominikaner.

## Leben
Er war der Sohn des Richters Sir Thomas Trevet (gestorben 1283), der aus einer Familie in Norfolk oder Somerset stammte. Nicholas Trivet war Mitglied des Dominikanerordens in London und studierte in Oxford und später in Paris. Er war einige Zeit Prior seines Ordens in London und unterrichtete zeitweise in Oxford.
Er ist bekannt als Autor theologischer und historischer Werke (wie Bibelkommentare) und von Kommentaren zu klassischen Autoren wie Seneca. Gedruckt wurde seine Chronik Annales sex regum Angliae qui a comitibus Andegavensibus originem traxerunt, die die Zeit von 1136 bis 1307 behandelt (insbesondere zur Regierungszeit seines Zeitgenossen König Edward I.). Sie erschien 1668 in Paris und 1719 in Oxford (und in einer Ausgabe von Thomas Hogg für die English Historical Society 1845). Außerdem erschien sein Kommentar zu den letzten zwölf Büchern von De civitate dei von Augustinus in Basel 1479 im Druck.
Er schrieb auch eine französische Chronicle, die allgemein als eine der Quellen von Geoffrey Chaucers The Man of Law’s Tale in den Canterbury Tales betrachtet wird.

## Schriften (Auswahl)
Annales sex regum Angliae
- Nicolai Triveti, Dominicani: Annales Sex Regum Angliae. E praestantissimo Codice Glastoniensi nunc primum emendate edidit Antonius Hall, A. M. Coll. Regin. Oxon. Socius. E Theatro Sheldoniano, Oxonii 1719; archive.org.
- Nicolai Triveti Annalium Continuatio; ut et Adami Murimuthensis Chronicon, cum Ejusdem Continuatione: Quibus accedunt Joannis Bostoni Speculum Coenobitarum, et Edmundi Boltoni Hypercritica. Omnia nunc primum edidit è Codicibus Manuscriptis Antonius Hallius, S. T. P. E Theatro Sheldoniano, Oxonii 1722, online.

Kommentare zu den Tragödien des Seneca
- Ezio Franceschini (Hrsg.): Il commento di Nicola Trevet al “Tieste” di Seneca. Mailand 1938.
- Petrus Meloni (Hrsg.): Nicolai Treveti expositio L. Annaei Senecae Agamemnonis. Rom 1961.
- Petrus Meloni (Hrsg.): Nicolai Treveti expositio L. Annaei Senecae Herculis Oetaei. Rom 1962.
- Vincentius Ussani, Jr. (Hrsg.): L. Annaei Senecae Hercules furens et Nicolai Treveti expositio. Vol. II: Nicolai Treveti Expositio Herculis furentis. Ediz.dell’Ateneo, Rom 1959.
- Marco Palma (Hrsg.): Nicola Trevet, Commento alle Troades di Seneca. Rom 1977.
- Rebekka Junge: Nicholas Trevet und die Octavia Praetexta. Editio princeps des mittelalterlichen Kommentars und Untersuchungen zum pseudosenecanischen Drama. Schöningh, Paderborn 1999, ISBN 3-506-79064-1, online
- Owen Howard Boehm: Treveth’s commentary on the “Octavia”: A critical edition. Diss. Loyola University Chicago 2003 (= Dissertation Abstracts International, Section A: The Humanities and Social Sciences, September 2004, 65 (3), S. 919).
- Maria Chiabó (Hrsg.): Nichola Trevet, Commento alla Phaedra di Seneca. Edipuglia, Bari 2004 (Quaderni di Invigilata lucernis, 22). – Rezension von John G. Fitch, in: Bryn Mawr Classical Review 2004.12.09
- Luciana Roberti (Hrsg.): Nichola Trevet, Commento alla Medea di Seneca. Edipuglia, Bari 2004 (Quaderni di Invigilata lucernis, 23). – Rezension von John G. Fitch, in: Bryn Mawr Classical Review 2004.12.09
- Patrizia Mascoli (Hrsg.): Nichola Trevet, Commento alle Phoenissae di Seneca. Edipuglia, Bari 2007 (Quaderni di Invigilata lucernis, 31).
- Alessandro Lagioia (Hrsg.): Nichola Trevet, Commento all'Oedipus di Seneca. Edipuglia, Bari 2008 (Quaderni di Invigilata lucernis, 35).